# Călimănești
Călimănești je město v župě Vâlcea v centrální části Rumunska. Počet obyvatel je přibližně 7.5 tis. Části města jsou Călimănești, Jiblea Nouă, Jiblea Veche, Păușa a Seaca. Město leží na řece Olt, na úpatí rumunských Karpat, v blízkosti pohoří Căpățâni, Lotru a Fagaraš.
Městem prochází státní silnice DN7 Bukurešť - Arad - Maďarsko a železniční trať č. 201 Piatra Olt - Râmnicu Vâlcea - Podu Olt.